# Junun (film, 2015)
Pour les articles homonymes, voir Junun.
Pour plus de détails, voir Fiche technique et Distribution.
Junun est un film américain réalisé par Paul Thomas Anderson, sorti en 2015.
Il s'agit d'un moyen métrage documentaire de 54 minutes avec le musicien de Radiohead Jonny Greenwood, qui a succédé, à partir de There Will Be Blood en 2007, à Michael Penn et Jon Brion dans la composition des musiques des films de Paul Thomas Anderson. Au moment de la réalisation de Junun, Jonny Greenwood a ainsi signé les musiques de trois longs métrages du cinéaste.
Une première présentation du court métrage est prévue le 8 octobre 2015 au Festival du film de New York, avant une diffusion sur le site de vidéo à la demande MUBI le lendemain.

## Synopsis
Début 2015, Paul Thomas Anderson rejoint son collaborateur et ami Jonny Greenwood dans son voyage au Rajasthan, au Nord-Ouest de l'Inde, où ils sont accueillis par le Maharaja de Jodhpur qui les autorise à résider au Fort de Mehrangarh pour trois semaines. C'est là que Greenwood enregistre un album avec le compositeur Israélien Shye Ben Tzur, ainsi qu'un groupe de douze musiciens indiens réputés.
La session d'enregistrement dura un mois entier, aboutissant à une performance scénique au World Sacred Spirit Festival de Jodhpur, le 13 février 2015.

## Fiche technique
- Titre : Junun
- Réalisation : Paul Thomas Anderson
- Production : Erica Frauman et Pippa Robinson
- Composition : Jonny Greenwood, Shye Ben Tzur et The Rajasthan Express
- Montage : Andy Jurgensen et Gregg Garvin
- Production : Ghoulardi Film Company
- Pays d'origine :  États-Unis
- Langue : anglais, hébreu, hindi et ourdou
- Genre : Documentaire
- Format : couleur
- Date de sortie :
  - 8 octobre 2015 (New York Film Festival)  États-Unis
  - 9 octobre 2015 (internet)
- Durée : 54 minutes

## Bande originale
L'album Junun, interprété par Jonny Greenwood, Shye Ben-Tzur et le Rajasthan Express, sortira le 20 novembre 2015 en CD et téléchargement digital, chez Nonesuch Records.
| 1.    | Junun                               | 5:54 |
| 2.    | Roked                               | 3:21 |
| 3.    | Hu                                  | 7:49 |
| 4.    | Chala vahi des                      | 4:16 |
| 5.    | Kalandar                            | 8:50 |
| 6.    | Eloah                               | 3:55 |
| 7.    | Julus                               | 3:44 |
| 8.    | Allah Elohim                        | 4:21 |
| 9.    | Ahuvi                               | 5:08 |
| 10.   | Azov                                | 3:50 |
| 11.   | Junun Brass                         | 3:29 |
| 12.   | There Are Birds in the Echo Chamber | 0:32 |
| 13.   | Mode                                | 5:35 |
| 60:44 |                                     |      |

## Autour du film
À son retour d'Inde, Jonny Greenwood se montre emballé par cette expérience interculturelle au cours de l'interview qu'il accorde à l'hebdomadaire delhiite The Sunday Guardian (en), déclarant :
« [Les musiciens indiens] ont une énergie et un enthousiasme pour la musique tellement différents. La musique est une partie intégrante de leur vie, plutôt qu'une simple occupation. C'est différent : il y a de la musique partout. Comme quand on joue pour enregistrer ou pour répéter avec ces musiciens, quand ils font une pause, ils continuent à jouer. Ça n'est pas le cas en Angleterre : on fait juste une pause, dans une espèce de soulagement. Mais, ici, c'est simplement cette envie ardente de faire de la musique, et c'est une vraie source d'inspiration. Certains de ces musiciens sont si jeunes, c'est génial. Un des joueurs de dholak a 16 ans, et je m'asseyais pour le regarder jouer et pour apprendre énormément de sa manière de penser la musique. »